# جارد كورتيس
جارد كورتيس هو أكاديمي كندي، ولد في 1936.